# Bobbysocks
Bobbysocks è un duo musicale norvegese fondato nel 1983.

## Storia
Il duo era formato dalla norvegese Hanne Krogh e dalla famosa cantante norvegese/svedese Elisabeth Andreassen.
Le due cantanti hanno partecipato più volte all'Eurovision Song Contest sia come soliste che come parte di un gruppo.
Il duo fece il suo debutto con il singolo "I Don't Wanna Break My Heart" il cui vinile era rosa invece del solito nero. L'idea del gruppo era quello di riprendere canzoni degli anni 50 - in particolare canzoni swing - e aggiornarle con un suono anni 80. Effettivamente il loro primo LP Bobbysocks! conteneva sia cover che inediti ma gli album successivi contenevano principalmente canzoni pop.
Dopo aver partecipato alle selezioni norvegesi per la scelta del rappresentante norvegese (in giuria era presente la cantante francese Anne-Marie David) le Bobbysocks vinsero l'Eurovision Song Contest 1985 con la canzone "La Det Swinge", scritta e diretta dal famoso compositore norvegese Rolf Løvland.
La canzone ebbe un grande successo non solo in Norvegia ma anche in Belgio, Svezia, Austria, Irlanda e Paesi Bassi. Vennero poi premiate dal Parlamento Norvegese con il Premio Peer Gynt.
Anche gli album successivi furono dei grandi successi che permisero al duo importanti tournée anche all'estero.
Dopo quattro anni di successi il duo decise di sciogliersi ma ciononostante, spesso Hanne e "Bettan" (Andreassen) appaiono sul palco insieme, specialmente in occasione di serate celebrative del concorso che le ha viste vincitrici.
Per festeggiare il 25 anniversario della vittoria nel 2010 hanno inciso una compilation Let it Swing - The Best of Bobbysocks! contenente oltre ai loro grandi successi anche due inediti. Questo album permette loro di riconquistare i vecchi fan ma anche di farne dei nuovi.
2010: Let it Swing - The Best of Bobbysocks!
(compilation)

## Discografia

### Album
- 1984: Bobbysocks (riproposto nel 1985)
- 1986: Waiting for the Morning
- 1987: Walkin' on Air
- 2010: Let it Swing - The Best of Bobbysocks! (compilation)